# 445
445 (CDXLV na numeração romana) foi um ano comum do século V do Calendário Juliano, da Era de Cristo, teve início a uma segunda-feira  e terminou também a uma segunda-feira, a sua letra dominical foi G (52 semanas). Segundo o horóscopo chinês, foi o ano do Galo.
| Ano completo                         |
| ------------------------------------ |
| Ano comum com início à segunda-feira |

## Eventos
- O Império de Átila, o Huno, atinge o máximo da sua expansão, estendendo-se da Europa Central até o Mar Negro, e desde o Danúbio até o Báltico, (Átila morre em 453).